# 埃洛瑞 (伊利諾伊州)
埃洛瑞（英語：Eleroy）是位於美國伊利諾伊州斯蒂芬森縣的一個非建制地區。該地的面積和人口皆未知。

## 地理
埃洛瑞的座標為42°19′56″N 89°45′39″W / 42.33222°N 89.76083°W，而該地的平均海拔高度為277米（即909英尺）。